# Alta via della Valle d'Aosta n. 3
L'Alta via della Valle d'Aosta n. 3 (in francese: Haute route n. 3 de la Vallée d'Aoste), detta anche Alta via Selvaggia è un'alta via il cui tracciato parte e termina nel territorio della Valle d'Aosta, il cui tracciato parte da Staffal e termina a Courmayeur. Il suo percorso si sovrappone solo parzialmente a quello dell'Alta via della Valle d'Aosta n. 1
Insieme all'Alta via della Valle d'Aosta n. 4, anche conosciuta come Alta via dei Ghiacciai, rientra tra le Alte vie dimenticate della Valle d'Aosta, il cui percorso non è mai stato ufficializzato, ma recentemente oggetto di riscoperta. 
Costituisce la seconda parte del percorso del tor des Glaciers.